# Mantella madagaskarska
Mantella madagaskarska (Mantella madagascariensis) – gatunek płaza bezogonowego z rodziny mantellowatych (Mantellidae). Osiąga długość 2,7 cm i cechuje się jaskrawym, czarno-żółtym ubarwieniem. Występuje we wschodnich częściach Madagaskaru, a jego populacja narażona jest na wyginięcie w związku z małym obszarem występowania oraz wylesianiem.

## Wygląd
Tęgo zbudowane ciało. Osiąga długość od 2–2,7 cm (samce zazwyczaj 2,1–2,2 cm, a samice 2,4–2,5 cm). Grzbiet oraz górna część głowy są zazwyczaj czarne. Obecne są również żółtawe paski prowadzące od bocznej części ciała do nosa. Uda oraz ramiona mają zazwyczaj barwę żółtą lub zieloną. Boki ciała są żółto-czarne. Piszczele oraz stopy przybierają barwę pomarańczową. Obecna jest zmienność regionalna w wielkości jak i kolorystyce osobników zamieszkujących różne obszary geograficzne.

## Występowanie i siedliska
M. madagascariensis zasiedla wschodni Madagaskar. Występuje m.in. w okolicach Ranomafany. Spotykany jest na wysokościach 700–1050 m n.p.m. w lasach, głównie w pobliżu strumyków, w których dochodzi również do rozrodu.

## Status
Jest gatunkiem narażonym (VU). Jego obszar występowania jest poszatkowany i obejmuje mniej niż 20 000 km². Zagraża mu wylesianie, a także odłów, gdyż gatunek ten trzymany jest jako zwierzę domowe.